# Malik Montana
Malik Montana (* 11. März 1989 in Hamburg, bürgerlich Mosa Ghawsi) ist ein deutsch-polnischer Rapper und Songwriter afghanischer Herkunft.

## Leben und Karriere
Mosa Ghawsi wurde 1989 in Hamburg geboren. Der Vater stammt aus Afghanistan, die Mutter hat polnisch-griechische Wurzeln. Er wuchs in Deutschland auf, wo er die Grundschule absolvierte. Als Ghawsi 15 Jahre alt war, zogen er und sein Bruder nach Polen und ließen sich im Warschauer Stadtteil Wrzecion nieder. Das Pseudonym Malik Montana verwendet er seit 2008. Damals begann er in Zusammenarbeit mit dem deutschen Rapper Sentino, englischsprachigen Hip-Hop zu kreieren. Sein Debüt im polnischen Rap gab Malik am 20. Oktober 2015 mit dem Clip NaNaNa. Nach einem Konflikt mit Rapper Sentino, der von Polen nach Deutschland umzog, übernahm er die Rechte an der Marke Get Money Live Life.
2021 wurde er Gastgeber der MMA-Gala, bestehend aus dem sogenannten Freak Fight namens High League.

## Diskografie

### Alben
| Jahr | Titel           | Höchstplatzierung, Gesamtwochen, AuszeichnungChartsChartplatzierungen (Jahr, Titel, Platzierungen, Wochen, Auszeichnungen, Anmerkungen) | Anmerkungen                                             |
| Jahr | Titel           | PL | Anmerkungen                                             |
| ---- | --------------- | --- | ------------------------------------------------------- |
| 2018 | Tijara          | PL2 Gold · (15 Wo.)PL | Erstveröffentlichung: 25. Mai 2018                      |
| 2019 | Import / Export | PL3 Platin · (2 Wo.)PL | Erstveröffentlichung: 27. September 2019                |
| 2023 | Adwokat Diabla  | PL3 Diamant · (17 Wo.)PL | Erstveröffentlichung: 10. März 2023                     |
| 2023 | GM2L Mixtape    | PL37 (14 Wo.)PL | Erstveröffentlichung: 23. November 2023 mit GM2L & Diho |
| 2024 | Export / Import | PL8 (9 Wo.)PL | Erstveröffentlichung: 19. Januar 2024                   |

Weitere Alben
- 2017: Haram Masari

### EPs
- 2018: 022 EP (mit Dio Mudara)
- 2022: Chandelier

### Singles
| Jahr | Titel Album                         | Höchstplatzierung, Gesamtwochen, AuszeichnungChartsChartplatzierungen (Jahr, Titel, Album, Platzierungen, Wochen, Auszeichnungen, Anmerkungen) | Anmerkungen |
| Jahr | Titel Album                         | PL | Anmerkungen |
| --- | ----------------------------------- | --- | --- |
| 2022 | Jetlag Adwokat Diabla               | PL62 Diamant · (12 Wo.)PL | Erstveröffentlichung: 6. Februar 2022 DaChoyce & The Plug                                                                         |
| 2022 | Do Tanca Adwokat Diabla             | PL21 ×3Dreifachplatin · (8 Wo.)PL | Erstveröffentlichung: 18. September 2022 feat. Żabson                                                                             |
| 2022 | Na raz Adwokat Diabla               | PL32 Gold · (6 Wo.)PL | Erstveröffentlichung: 11. Dezember 2022 mit Kazior & Srno                                                                         |
| 2023 | Adwokat Diabła Intro Adwokat Diabla | PL15 Gold · (3 Wo.)PL | Erstveröffentlichung: 20. Januar 2023                                                                                             |
| 2023 | OMDB Adwokat Diabla                 | PL19 Gold · (6 Wo.)PL | Erstveröffentlichung: 27. Januar 2023 mit Szamz                                                                                   |
| 2023 | Cheese Adwokat Diabla               | PL24 Gold · (5 Wo.)PL | Erstveröffentlichung: 14. Februar 2023                                                                                            |
| 2023 | Na jedną kartę Adwokat Diabla       | PL6 (4 Wo.)PL | Erstveröffentlichung: 3. März 2023 mit Quebonafide                                                                                |
| 2023 | Ay Lala Adwokat Diabla              | PL19 Gold · (2 Wo.)PL | Erstveröffentlichung: 9. März 2023 feat. Fivio Foreign, Luciano & Baby Gang a                                                     |
| 2023 | Rondo Mowa węży                     | PL17 ×2Doppelplatin · (17 Wo.)PL | Erstveröffentlichung: 22. März 2023 mit Asster                                                                                    |
| 2023 | Nie ma sprawy Morda nie szklanka    | PL53 (1 Wo.)PL | Erstveröffentlichung: 27. April 2023 mit Diho & Kaz Bałagane                                                                      |
| 2023 | St. Tropez –                        | PL75 (2 Wo.)PL | Erstveröffentlichung: 18. Mai 2023 mit Pappaisjappa                                                                               |
| 2023 | Cartier GM2L Mixtape                | PL11 Platin · (4 Wo.)PL | Erstveröffentlichung: 30. Juni 2023 mit Alberto, Kronkel Dom, Josef Bratan                                                        |
| 2023 | Ostri pestki Adwokat Diabla         | PL42 (1 Wo.)PL | Erstveröffentlichung: 14. Juli 2023 feat. NLE Choppa                                                                              |
| 2023 | Gaz i benzyna GM2L Mixtape          | PL56 Gold · (1 Wo.)PL | Erstveröffentlichung: 21. Juli 2023 mit Diho, Francuz Mordo, Kazar, Nate, Kazior, Kronkel Dom, Josef Bratan, Alberto & Palm Money |
| 2023 | You Can’t Sit With Us –             | PL28 Gold · (9 Wo.)PL | Erstveröffentlichung: 3. August 2023 mit Honorata Skarbek                                                                         |
| 2023 | Mam tego dość Export / Import       | PL73 (1 Wo.)PL | Erstveröffentlichung: 1. Dezember 2023 mit Aleshen                                                                                |
| 2023 | Spaceship Export / Import           | PL70 (2 Wo.)PL | Erstveröffentlichung: 8. Dezember 2023 mit Rowdy Rebel                                                                            |
| 2023 | Rockstar Export / Import            | PL68 Gold · (4 Wo.)PL | Erstveröffentlichung: 15. Dezember 2023                                                                                           |
| 2024 | Niebezpiecznie Export / Import      | PL81 (1 Wo.)PL | Erstveröffentlichung: 12. Januar 2024                                                                                             |
| 2024 | Samolotowy tryb –                   | PL9 Platin · (10 Wo.)PL | Erstveröffentlichung: 23. Februar 2024 mit Lil Tjay                                                                               |
| 2024 | Hotel Lobby –                       | PL57 Gold · (4 Wo.)PL | Erstveröffentlichung: 26. April 2024 mit Kyle Richh                                                                               |
| 2024 | 911 –                               | PL30 Platin · (18 Wo.)PL | Erstveröffentlichung: 9. Juli 2024 mit OG Enzo                                                                                    |
| 2024 | Ona Mówi –                          | PL5 ×2Doppelplatin · (23 Wo.)PL | Erstveröffentlichung: 7. August 2024 mit 730 Huncho & Kazior                                                                      |
| 2025 | Sentymenty –                        | PL7 (8 Wo.)PL | Erstveröffentlichung: 20. März 2025                                                                                               |
| 2025 | Wracam –                            | PL23 (4 Wo.)PL | Erstveröffentlichung: 13. Juni 2025 mit Blanka & $hirak                                                                           |
| 2025 | Belly Dance –                       | PL17 (… Wo.)PL | Erstveröffentlichung: 25. Juli 2025                                                                                               |
| Folgende Lieder erschienen nicht als Single, wurden aber durch das Album zum Download und Streaming bereitgestellt und konnten somit eine Platzierung erlangen: |                                     | | |
| |                                     | | |
| 2022 | Untouchable freestyle Chandelier    | PL94 (1 Wo.)PL | |
| 2023 | Ciapakwybujany GM2L Mixtape         | PL26 Platin · (14 Wo.)PL | mit Kazior, Alberto & OLEK |
| 2024 | TenTen Export / Import              | PL62 (1 Wo.)PL | mit Kaz Bałagane |
| 2024 | Dior Adwokat Diabla                 | PL20 Platin · (15 Wo.)PL | |

Weitere Singles
- 2016: Naaajak (mit Diho, PL: Platin)
- 2017: Do rana (PL: Gold)
- 2018: Deszcz Banknotów (mit Young Igi, PL: Gold)
- 2018: One Night Stand (mit Dio Mudara, PL: Gold)
- 2018: Mówili (PL: ×2Doppelplatin )
- 2018: 1szy nos (PL: Platin)
- 2018: Who You Mam (PL: Gold)
- 2018: Teraz i tu (feat. Sobota & Yogi, PL: Gold)
- 2018: Mieli (PL: Gold)
- 2018: Dla rodziny (PL: Gold)
- 2018: 6.3 AMG (PL: Gold)
- 2018: Wyrosłem Na Blokach (mit Dio Mudara, PL: Gold)
- 2019: ROBIĘ YEAH (feat. K Koke, PL: ×2Doppelplatin )
- 2019: Mona Lisa (PL: Platin)
- 2019: Za pasem (PL: Gold)
- 2019: Vvvsnike (feat. Lil Toe, PL: Gold)
- 2019: Jungle Boyz (PL: ×2Doppelplatin )
- 2019: 750 (feat. Milonair & Bonez MC, PL: Platin)
- 2019: Jagodzianki (PL: ×4Vierfachplatin )
- 2020: Niedostępny (feat. DMN, PL: ×3Dreifachplatin )
- 2020: Rundki (feat. Diho, Alberto & Bibič, PL: ×3Dreifachplatin )
- 2020: Mordo Wez (feat. LX, PL: Platin)
- 2021: Wuwua (mit Josef Bratan, PL: Platin)
- 2021: Bratan (feat. Tovaritch, PL: Gold)
- 2021: Kota (mit Mr. Polska & Abel de Jong, PL: Gold)
- 2021: Głosy w Głowie (PL: Platin)
- 2021: Luci (PL: Gold)
- 2021: Click Clack Bang (feat. Dosseh, PL: Gold)
- 2021: 3 Telefony (PL: Platin)
- 2021: Sukcesu Cena (PL: Platin)
- 2022: Brudasy With Attitude (mit Farid Bang, PL: Platin)
- 2022: Chodz (mit Maxwell & Olek, PL: Platin)
- 2022: Self Made (PL: Platin)
- 2022: Bryła (mit Kronkel Dom) (PL: Platin)
- 2023: Wjazd (PL: Gold)
- 2023: W Gore (mit Sofiane, PL: Gold)

### Gastbeiträge
| Jahr | Titel Album               | Höchstplatzierung, Gesamtwochen, AuszeichnungChartsChartplatzierungen (Jahr, Titel, Album, Platzierungen, Wochen, Auszeichnungen, Anmerkungen) | Anmerkungen                      |
| Jahr | Titel Album               | PL | Anmerkungen                      |
| --- | ------------------------- | --- | -------------------------------- |
| Folgende Lieder erschienen nicht als Single, wurden aber durch das Album zum Download und Streaming bereitgestellt und konnten somit eine Platzierung erlangen: |                           | |                                  |
| |                           | |                                  |
| 2024 | Gypsy King A nie mówiłem? | PL85 (1 Wo.)PL | Kaz Bałagane feat. Malik Montana |

Weitere Gastbeiträge
- 2018: Piątek (Dj.Frodo feat. P.A.F.F., Malik Montana, Young Igi & Mr.Polska, PL: Platin)
- 2018: Czempion (Kizo feat. Malik Montana, PL: Platin)
- 2019: Lifestyle (Kubi Producent feat. Malik Montana, Borixon & Białas, PL: Platin)
- 2019: Blablacar (DMN feat. Malik Montana, PL: Platin)
- 2019: Fresh Prince (Trill 4ever) (Bedoes 2115 & Lanek feat. Malik Montana, PL: Platin)
- 2019: Blogerka (Dj.Frodo & Olek feat. Malik Montana, Jongmen, Milonair & Peja, PL: Gold)
- 2020: Kryptophon (LX feat. Malik Montana)
- 2020: Fala (Wac Toja & Matheo feat. Malik Montana, PL: Platin)
- 2021: Polityka (Magiera feat. Kukon & Malik Montana, PL: Platin)
- 2021: Kawasaki (DJ Frodo feat. Malik Montana, Josef Bratan, Alberto, PL: Platin)

## Auszeichnungen für Musikverkäufe
Anmerkung: Auszeichnungen in Ländern aus den Charttabellen bzw. Chartboxen sind in ebendiesen zu finden.
| Land/RegionAuszeichnungen für Musikverkäufe (Land/Region, Auszeichnungen, Verkäufe, Quellen) | Gold       | Platin       | Diamant     | Verkäufe  | Quellen |
| -------------------------------------------------------------------------------------------- | ---------- | ------------ | ----------- | --------- | ------- |
| Polen (ZPAV)                                                                                 | 28× Gold28 | 50× Platin50 | 2× Diamant2 | 3.570.000 | olis.pl |
| Insgesamt                                                                                    | 28× Gold28 | 50× Platin50 | 2× Diamant2 |           |         |